# Survivor Series (2004)
Survivor Series 2004 fue la decimoctava edición del Survivor Series, un pay-per-view de lucha libre profesional producido por la de la World Wrestling Entertainment (WWE). Tuvo lugar el 14 de noviembre de 2004 en el Gund Arena en Cleveland, Ohio. Los temas oficiales del evento son "Ugly" de The Exies y "Power Cutz" de Bryan New.

## Resultados
- Luchas en HEAT: La Résistance (Sylvain Grenier & Robért Conway) derrotaron a The Hurricane & Rosey, reteniendo el Campeonato Mundial en Parejas de la WWE (4:59)
  - Conway cubrió a Hurricane.
- Spike Dudley derrotó a Billy Kidman, Chavo Guerrero y Rey Mysterio, reteniendo el Campeonato Peso Crucero de la WWE (9:03)
  - Spike cubrió a Chavo después de una "Springboard Leg Drop" de Kidman
- Shelton Benjamin derrotó a Christian (con Tyson Tomko), reteniendo el Campeonato Intercontinental de la WWE (13:23)
  - Benjamin cubrió a Christian después de un "T-Bone Suplex".
  - Durante la lucha, Tyson Tomko atacó a Benjamin.
- (4 on 4)Tradicional Survivor Series match: Team Guerrero (Eddie Guerrero, The Big Show, Rob Van Dam & John Cena) derrotaron a Team Angle (Kurt Angle, Carlito, Luther Reigns & Mark Jindrak) (con Jesús) (12:26)
  - Antes de la lucha, Cena persiguió a Carlito hasta bambalinas y atacó a Jesús hasta que esté último y Carlito escaparon de la arena.

| N.º de eliminación | Luchador                                             | Equipo                                               | Eliminado por                                        | Técnica de eliminación                               | Tiempo                                               |
| ------------------ | ---------------------------------------------------- | ---------------------------------------------------- | ---------------------------------------------------- | ---------------------------------------------------- | ---------------------------------------------------- |
| 1                  | Carlito                                              | Team Angle                                           | Ninguno                                              | Se fue de la pelea antes de que empezara la lucha    | 0:00                                                 |
| 2                  | Rob Van Dam                                          | Team Guerrero                                        | Angle                                                | "Roll-up".                                           | 8:45                                                 |
| 3                  | Mark Jindrak                                         | Team Angle                                           | Guerrero                                             | "Roll-up"                                            | 9:10                                                 |
| 4                  | Luther Reigns                                        | Team Angle                                           | Big Show                                             | "Chokeslam"                                          | 10:20                                                |
| 5                  | Kurt Angle                                           | Team Angle                                           | Big Show                                             | "FU" de Cena y "Frog Splash" de Guerrero             | 12:26                                                |
| Survivors:         | Eddie Guerrero, Big Show y John Cena (Team Guerrero) | Eddie Guerrero, Big Show y John Cena (Team Guerrero) | Eddie Guerrero, Big Show y John Cena (Team Guerrero) | Eddie Guerrero, Big Show y John Cena (Team Guerrero) | Eddie Guerrero, Big Show y John Cena (Team Guerrero) |
- The Undertaker derrotó a Heidenreich (con Paul Heyman) (15:58)
  - Undertaker cubrió a Heidenreich después de una "Tombstone Piledriver".
- Trish Stratus derrotó a Lita por descalificación, reteniendo el Campeonato Femenino de la WWE (1:24)
  - Lita fue descalificada por atacar a Stratus con una silla de acero.
  - Después de la lucha, Lita siguió atacando a Stratus hasta que fue detenida por los árbitros.
- John "Bradshaw" Layfield (con Orlando Jordan) derrotó Booker T, reteniendo el Campeonato de la WWE (14:43)
  - JBL cubrió a Booker después de pegarle con el cinturón de la WWE.
  - Durante la lucha, Jordan intervino a favor de JBL y Josh Mathews a favor de Booker.
  - Si JBL hubiera perdido, habría abandonado SmackDown.
- (4 on 4)Tradicional Survivor Series match: Team Orton (Randy Orton, Chris Benoit, Chris Jericho & Maven) derrotaron a Team Triple H (Triple H, Edge, Batista & Gene Snitsky) (24:36)
  - Como resultado de la victoria, Team Orton consiguió el control de RAW durante 4 semanas.
  - Antes de la lucha, Snitsky atacó a Maven tras bambalinas.

| N.º de eliminación | Luchador                 | Equipo                   | Eliminado por            | Técnica de eliminación                                                                                     | Tiempo                   |
| ------------------ | ------------------------ | ------------------------ | ------------------------ | --- | ------------------------ |
| 1                  | Chris Benoit             | Team Orton               | Edge                     | "Pedigree" de HHH                                                                                          | 7:26                     |
| 2                  | Batista                  | Team Triple H            | Jericho                  | Golpeado por Orton con el Campeonato Mundial Peso Pesado (WWE) de Triple H y "Running Enziguri" de Jericho | 10:41                    |
| 3                  | Gene Snitsky             | Team Triple H            | Ninguno                  | Fue descalificado por atacar a Maven con una silla de acero                                                | 16:03                    |
| 4                  | Maven                    | Team Orton               | Triple H                 | Sillazo de Snitsky                                                                                         | 16:50                    |
| 5                  | Chris Jericho            | Team Orton               | Edge                     | "Spear" | 18:07                    |
| 6                  | Edge                     | Team Triple H            | Orton                    | "RKO" | 23:02                    |
| 7                  | Triple H                 | Team Triple H            | Orton                    | "RKO" | 24:36                    |
| Survivor:          | Randy Orton (Team Orton) | Randy Orton (Team Orton) | Randy Orton (Team Orton) | Randy Orton (Team Orton)                                                                                   | Randy Orton (Team Orton) |

## Otros roles
| Comentaristas de Raw - Jim Ross - Jerry "The King" Lawler Comentaristas de SmackDown! - Michael Cole - Tazz Comentaristas en español - Carlos Cabrera - Hugo Savinovich Entrevistadores - Jonathan Coachman - Maria Kanellis Anunciadores de RAW - Howard Finkel | Anuciadores de SmackDown! - Tony Chimel Árbitros de RAW - Earl Hebner - Mike Chioda - Jack Doan - Chad Patton Árbitros de SmackDown - Nick Patrick - Jim Korderas - Charles Robinson - Brian Hebner Mánager de RAW - Eric Bischoff Mánager de SmackDown - Theodore Long |